# 1631 en philosophie
Chronologie de la philosophie
- 1627
- 1628
- 1629
- 1630
- 1631
- 1632
- 1633
- 1634
- 1635

L’année 1631 a été marquée, en philosophie, par les événements suivants :

## Publications
- Tommaso Campanella : Atheismus triumphatus, Rome, 1re éd. 1631. Rédigé en 1606-1607. 1re éd. de la version italienne primitive en 2004 par G. Ernst, Pise : L'Ateismo trionfato.

- Comenius : Ianua linguarum reserata (La porte ouverte sur les langues), 1631 - manuel de latin.

- Fortunio Liceti : De feriis altricis animae nemeseticae disputationes, 1631, sur l'âme des animaux.

- Johannes Micraelius : 
  - Tragico-Comoedia Nova de Pomeride a Lastevio afflicta;
  - Parthenia, Pomeridos continuatio: ein New Comoedien Spiel.

## Naissances
- 14 décembre : Anne Conway (née Finch) (décédée le 18 février 1679) est une philosophe anglaise dont l'œuvre s’inscrit dans l'école des platoniciens de Cambridge de Henry More.

## Décès
- Muhammad Baqir Mir Damad (en persan : ميرداماد, Mir Dāmād), mort en 1631, est un philosophe gnostique iranien. Mir Damad a eu de nombreux élèves au premier rang desquels Sayyed Ahmad Alawi, Qotboddin Ashkevari et Molla Sadra Shirazi. Mais la notoriété de ce dernier a contribué à éclipser celle de son maître. Une des figures majeures de la renaissance safavide au XVIIe siècle, Mir Damad est le principal initiateur de l'école d'Ispahan. On peut considérer sa pensée comme une synthèse monumentale de la gnose chiite et de l'avicennisme iranien. Partant du lexique philosophique d'Avicenne et de sa cosmologie, il intègre la philosophie illuminative de Sohrawardi qui fait culminer la philosophie en expérience extatique ainsi que l'enseignement des imams du chiisme duodécimain.